# Петров Сергій Володимирович (поет)
Петров Сергій Володимирович (рос. Сергей Владимирович Петров, 25 березня (7 квітня) 1911, Казань — 31 жовтня 1988, Ленінград) — російський поет, перекладач, прозаїк

## Біографія
Народився в родині лікаря, асистента Казанського університету по кафедрі венерології. В 1928 році, після закінчення Дослідно-показової школи при Казанському східному педагогічному інституті, поступив на факультет мовознавства та матеріальної культури Ленінградського університету, який закінчив достроково в 1931 на відділенні західноєвропейських мов і літератур. В 1932 працював в університеті асистентом з німецької мови. В 1932—1933 рр.. був асистентом на кафедрі іноземних мов у Ленінградському машинобудівному інституті, штатним викладачем шведської мови в ВМУ ім. Фрунзе і позаштатним консультантом зі шведської мови в Військово-морської академії ім. К. Є. Ворошилова. Шведську мову викладав за рукописом підготовленого ним підручника, який був прийнятий до видання, але у світ не вийшов.
28 лютого 1933 арештований, висланий в с. Бірілюсси Західно-Сибірського краю, де з весни 1934 почав викладати німецьку мову в середній школі. 29 грудня 1936 знову заарештований, утримувався під слідством в Ачинській в'язниці. Звинувачений за статтею 58-10 КК РРФСР. Засуджений 26 лютого 1938 Красноярським крайсудом на 8 років ВТТ. Справу повернуто 28 травня 1938 спецколегії НД РРФСР на новий розгляд. Справу припинено 25 березня 1939 Бірілюсском РВ УНКВС за реабілітуючими обставинами (П-8181). за станом здоров'я (гостра неврастенія і перевтома) перервав педагогічну діяльність, після повернення в Бірілюсси служив в апараті лісгоспу, заготівельником сільгосппродуктів, бухгалтером-ревізором в колгоспах Бірілюського району.
В 1943, після закінчення терміну заслання, поїхав в Ачинськ, викладав латинську мову і загальну гігієну в фельдшерсько-акушерській школи, також за сумісництвом викладав в Ачинському педагогічному училищі (англійську, німецьку і французьку мови), технікумі Радторгівлі (англійську мову), середній школі (німецьку мову). В 1951–1954 рр.. викладав німецьку мову в школі на ст. Спірова.
В 1954 переїхав у Новгород, де пропрацював 9 років в педагогічному інституті на посаді асистента з німецької мови. Склав кандидатські іспити, однак дисертації не захистив. В 1958 році почав друкуватися як перекладач (фрагменти поеми «Останні дні Гуттена» К. Ф. Мейєра). З 1959 року публікував статті та доповіді з теорії та критики перекладу. З 1960 керував семінаром перекладачів-скандинавістов при секції художнього перекладу Ленінградського відділення Спілки письменників РРФСР.
У першій половині 1970-х переїхав до Ленінграда, де прожив до кінця життя.

## Творчість
Найраніші зі збережених віршів належать до 1923—1924 рр.. До середини 1930-х рр.. у творчості Петрова починає вироблятися оригінальний стиль: багатство лексики і інструментування, глибоке римування, образна насиченість, схильність до майже соліпсичного самопізнання. В 1960-х починає розробляти нові форми, запозичені з музики: симфонію, сюїту, кантату, месу, Концерт для інструменту-соло з оркестром, квартет, квінтет, сонату, але більше за інших — фугу. Основний твір у великій формі — поема-містерія «Аз'» (розпочато в середині 1930-х; остання редакція — 1981—1982).
Поетичним перекладом почав займатися на засланні. Тоді ж визначилися «свої» поети, що захоплювали Петрова до кінця життя і що зробили серйозний вплив на його оригінальну творчість: Райнер Марія Рільке, Болеслав Лесьмяна, Стефан Малларме, Карл Мікаель Бельман. Перекладав поезію, прозу і драматургію з англійської (Р. Бернс, В. Скотт, Дж. Г. Байрон), німецької (Г. Сакс, Ф. Гельдерлін, Г. Гейне, М. Даутендей), шведської (Е. Тегнер, Ю. Векселль, Н. Ферлін, Я. Гулльберг), данської (А. Г. Еленшлегер, С. К'єркегор, Е. П. Якобсен), норвезької (Б. Бйорнсон, П. Сівле), ісландської (скальди, Хьяульмар Боульскій, М. Йохумссон), французької (К. Маро, Т. Готьє, Ш. Леконт де Ліль, Ш. Бодлер, А. Казаліс, П. Верлен, Р. де Монтеск'є-Фезансак, П. Валері), іспанської (Ф. де Кеведо), польської (М. СЕМП Шажінскій, Д. Наборовський, Ю. Словацька, Я. Каспрович, Л. Рідель, С. Виспянський), латиської (Я. Райніс) та ін